# 김경주 (교수)
김경주(金慶珠, 1967년 ~ )는 대한민국 서울특별시 출신의 뉴커머 재일 한국인 언어학자 겸 아나운서, 교수이다. 현재 일본 도카이 대학 교양학부 국제학과 교수이며, 전문 분야는 사회언어학, 미디어 연구, 한반도의 문화와 사회에 관한 연구이다. 연예 기획사 호리프로 소속이다. 학위는 박사이다.

## 인물
서울특별시 태생의 한국인이지만 유소년기를 효고 현 아시야 시에서 지내는 등(아버지의 사정으로 초등학생 시절 4년간 니시노미야에서 살았다) 한일 양국에서 오랜 거주 경험이 있다. 한국어와 일본어를 모두 모국어로 하는 다중 언어 구사자이다.

## 같이 보기
- 강상중
- 박일
- 재일 한국인의 목록